# Fernanda Wittgens

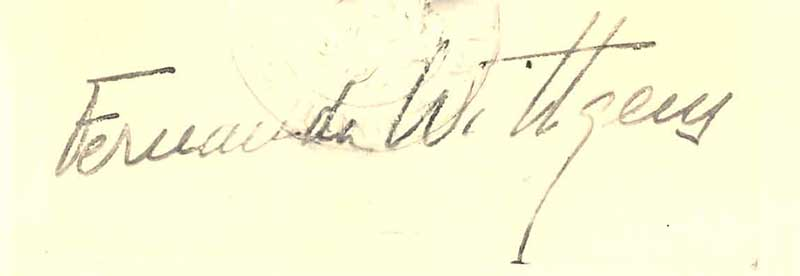
Firma di Fernanda Wittgens

Fernanda Wittgens (Milano, 3 aprile 1903 – Milano, 11 luglio 1957) è stata una critica d'arte, storica dell'arte e museologa italiana; fu la prima donna direttrice della Pinacoteca di Brera, oltre che la prima donna in Italia a ricoprire il ruolo di direttore di un importante museo o galleria. Dal 2014 è Giusta tra le Nazioni.

## Biografia
(Fernanda Wittgens)
Nasce a Milano da Margherita Righini e Adolfo Wittgens, un professore di lettere al Regio Liceo Ginnasio Giuseppe Parini nonché traduttore di origine svizzera, che di domenica porta i sette figli a visitare musei, instillando in loro l'amore per l'arte. Il padre viene a mancare nel luglio 1910.
Nell'ottobre 1925, a soli 22 anni, si laurea in Lettere presso l'Accademia scientifico-letteraria di Milano, sotto la guida di Paolo D'Ancona: la tesi in storia dell’arte medioevale e moderna, I libri d’arte dei pittori italiani dell’Ottocento, viene valutata con lode. Con D'Ancona, Irene Cattaneo e Maria Luisa Gengaro, Fernanda Wittgens scrive alcuni libri scolastici di storia dell'arte.
Dopo aver lavorato come insegnante di Storia dell'arte presso il Liceo Parini e il Regio Liceo Ginnasio Alessandro Manzoni, nel 1928 Mario Salmi, ispettore della Pinacoteca di Brera, la presenta a Ettore Modigliani, direttore della Pinacoteca e soprintendente alle Gallerie della Lombardia.
Viene quindi assunta a Brera nel 1928 come "operaia avventizia". Molto preparata, attiva e instancabile, svolge fin quasi da subito funzioni tecniche e amministrative da ispettrice, divenendo nel 1931 assistente di Modigliani e nel 1933, stavolta ufficialmente, ispettrice. Modigliani la soprannominerà "la piccola allodola".
Nel 1935 Modigliani viene allontanato dall'Amministrazione Braidense per antifascismo. In seguito, essendo ebreo, una volta entrate in vigore le leggi razziali del 1938 va incontro alla revoca di ogni incarico, al confino e a persecuzioni. In questo periodo Fernanda continua la sua opera informando costantemente Modigliani. Nel 1940 per Ulrico Hoepli Editore Milano esce Mentore, opera del perseguitato Modigliani firmata, come prestanome, da Fernanda Wittgens, che nel frattempo aveva iniziato un'attività saggistica "solista".
Il 16 agosto 1940, Fernanda Wittgens vince il concorso indetto per la direzione della Pinacoteca di Brera. È la prima donna in Italia ad essere direttrice di un importante museo o galleria.
Viene ricordata per la sua opera di messa in salvo dai bombardamenti e dalle razzie naziste di tutte le opere di Brera, del Museo Poldi Pezzoli e della Quadreria dell'Ospedale Maggiore. Pur se con un organico ridotto al minimo, con mezzi spesso di fortuna e i frequenti bombardamenti su Milano, l'obiettivo viene raggiunto.
Inoltre, fin dallo scoppio della guerra, contando sul suo prestigio personale e sulle proprie amicizie, si adopera per aiutare familiari, amici, ebrei (tra cui il suo docente universitario Paolo D'Ancona) e perseguitati di ogni tipo ad espatriare. Con lei in questo intento, il cugino e coetaneo Gianni Mattioli, in seguito grande collezionista d'arte. All'alba del 14 luglio 1944, a causa della delazione di un giovane ebreo tedesco collaborazionista a cui aveva organizzato l'espatrio, viene arrestata. Giudicata nemica del Fascismo, viene condannata a 4 anni di prigione. Inizialmente viene reclusa nel carcere di Como, successivamente in quello di San Vittore, a Milano, dove ha per compagna di cella l'artista Carla Badiali. Dalle lettere alla madre e ai nipoti, nonché dai suoi scritti privati, trapela la sua forte e fiera personalità. Inoltre, la prigione, per lei che sente di essere nel giusto, è «una tappa di perfezionamento», «una specie di… esame di laurea». Dopo 7 mesi di detenzione la famiglia, preoccupata per la sua incolumità, riesce a presentare un falso certificato di tisi e a farla scarcerare, nel febbraio del 1945. La pena termina poi con la Liberazione: esce il 24 aprile.
Di nuovo libera, viene nominata pro-direttore e commissario per l'Accademia delle Belle Arti di Brera. Da lei prudentemente svuotata, la Pinacoteca era stata distrutta in 26 sale su 34 dai bombardamenti. Concentra i suoi sforzi per convincere le autorità ad assumersi l'impegno per una totale ricostruzione.
Il 12 febbraio 1946 anche Ettore Modigliani viene reintegrato, come soprintendente e lei lo affianca. L'obiettivo è sempre quello di ricostruire la Pinacoteca. I lavori hanno inizio, su progetto dell'architetto Piero Portaluppi. Nell'occasione Modigliani teorizza una "Grande Brera", ingrandita sia negli spazi sia nel coinvolgimento attivo della gente, teoria poi portata avanti da Fernanda e, soprattutto, da Franco Russoli. Il 22 giugno 1947, dopo la morte di Modigliani, le viene affidata anche la soprintendenza.
Nel 1948 diviene il soggetto di una "testa in bronzo" dello scultore Marino Marini.
La ricostruzione di Brera viene portata a termine nel giugno 1950. Il giorno 9, durante l'inaugurazione davanti alle massime autorità dello Stato, tiene un discorso breve e coinvolto sul miracolo compiuto in 4 anni dal cantiere braidense. Nello stesso anno, assieme a Portaluppi, progetta un piano regolatore per la "Grande Brera", che prevede un collegamento tra la Pinacoteca, l'Accademia di Belle Arti, la Biblioteca, l'Osservatorio Astronomico e l'Istituto Lombardo di Scienze e Lettere.
Sempre nello stesso anno, senza abbandonare Brera, viene nominata soprintendente alle Gallerie della Lombardia. In questo ruolo si occupa della ricostruzione del Museo teatrale alla Scala e del Poldi Pezzoli, oltre che del restauro del Cenacolo di Leonardo.
Nel 1951 dà inizio a una rivoluzionaria attività all'interno di Brera ricostruita. La Pinacoteca è animata da una serie d'inediti e innovativi eventi espositivi e didattici: vengono organizzate visite guidate da personale specializzato — spesso anche da lei stessa — per varie categorie di persone, come bambini, disabili e pensionati, che spesso vengono sollecitate ad una partecipazione attiva.
In questo periodo fa di tutto per convincere il Comune di Milano ad acquistare la Pietà Rondanini di Michelangelo Buonarroti, messa sul mercato e contesa da Roma, Firenze e Stati Uniti d'America. Molto combattiva, riesce nel suo intento: il 1º novembre 1952, la scultura diviene milanese per 130 milioni di lire, grazie allo stanziamento dei fondi necessari da parte del Comune.
Nel 1955 si costituisce ufficialmente a Brera una sezione didattica. Sempre nello stesso anno, il 17 aprile, durante la “Giornata della Riconoscenza” celebrata a Milano, Wittgens viene premiata con una medaglia d'oro da parte dell'Unione delle comunità israelitiche, per l'opera di soccorso nei confronti degli ebrei perseguitati.
Nel 1956 rifiuta, con una lettera, la proposta di Ferruccio Parri di presentarsi alle elezioni amministrative con la lista del Fronte Laico. Significativo il passo: «Ora io non mi sento, come artista, di entrare nel binario dei partiti perché la mia libertà è condizione assoluta per la vita stessa del mio essere».
Muore prematuramente nelle prime ore dell'11 luglio 1957. La camera ardente è allestita davanti all'ingresso della Pinacoteca, in cima allo scalone d'onore, e vi partecipano migliaia di persone. Il funerale si tiene nella vicina chiesa di San Marco. Viene tumulata al Cimitero Monumentale di Milano. Vari anni dopo viene traslata fra gli illustri del Civico Mausoleo Palanti, al Riparto V del medesimo cimitero.

## Riconoscimenti
- Il 6 marzo 2014 le vengono dedicati un albero e un cippo al Giardino dei Giusti di tutto il mondo di Milano[16].
- Nel 2018 le viene dedicato il Bar Fernanda della Pinacoteca di Brera a Milano[28].

## Opere
- Fernanda Wittgens con Paolo D'Ancona, La moderna critica d'arte, Milano, Cogliati editore, 1927.
- Gli affreschi della Badia degli Umiliati di Viboldone, Milano, Rizzoli, 1932.
- Il Museo Poldi Pezzoli a Milano, Milano, Fratelli Treves Editori, 1937.
- Mentore - Guida allo studio dell'arte italiana, Milano, Hoepli, 1940.
- 12 Opere di Raffaello Sernesi nella raccolta Stramezzi, Milano, editori vari, 1951.
- Pietà E Madonne Di Giovanni Bellini, Milano, Bompiani, 1953.
- Picasso, Milano, Silvana Editoriale, 1954.
- Glorie D'Arte Di Milano E Della Sua Diocesi Dal IV All'XI Secolo, Milano, Istituto Gaetano Pini, 1955.
- Dipinti celebri dell'Accademia Carrara, Milano, Silvana Editoriale, 1957.

## Filmografia
- Fernanda, regia di Maurizio Zaccaro – film TV (2023)